# Djeli Karim
Djeli Karim est un artiste musicien auteur compositeur Burkinabè.

## Biographie

### Enfance, étude et début
Djeli Karim de son vrai nom Karim Kini est née a Bobo Dioulasso a l´ouest du Burkina Faso. Issu du famille de griot , il tient  son héritage musicale légué par ses parent. Il a commencer a jouer a l´instrument  musique depuis son bas âge. Il a fait sa premier composition le 3 mai 2017. L´album a été traiter et enregistre au Burkina Faso et au Mali.

## Discographie

### Album
- 2017: Djelya[2]
- 2024: Doni doni[3],[4]

## Distinction
- 2018: Meilleur artiste de l´année Bobo lolo
- 2019: Meilleur collaboration Bobo lolo
- 2021: Kunde du meilleur featuring africain[5]

## Note et référence
1. ↑  Parfait Fabrice SAWADOGO, « BOBO-DIOULASSO : gros plan sur la carrière de Djéli Karim, artiste-musicien », sur Infos Culture du Faso, 3 mars 2022 (consulté le 14 avril 2024)
2. ↑  « MUSIQUE BURKINABÈ : Djeli Karim , La nouvelle voix du mandingue burkinabè. », sur INFOSHOW BOBO.INFO, 27 mai 2017 (consulté le 14 avril 2024)
3. ↑  Parfait Fabrice SAWADOGO, « « Doni-Doni » : La toute nouvelle sortie de l’artiste Djeli Karim », sur Infos Culture du Faso, 17 février 2024 (consulté le 14 avril 2024)
4. ↑  La rédaction, « Bobo-Dioulasso: "Doni Doni", le 2ème album de Djeli Karim est sorti », sur Ouest Info, 18 février 2024 (consulté le 14 avril 2024)
5. ↑  « Musique/Burkina : Voici le parcours de Djeli Karim nominé au Kundé d’or 2024 », sur sirainfo.com, 13 avril 2024 (consulté le 14 avril 2024)